# Championnat du monde junior de hockey sur glace 2008
Navigation
Édition précédente Édition suivante
Le championnat du monde junior de hockey sur glace a eu lieu, pour la division la plus haute, à Pardubice et Liberec en République tchèque du 26 décembre 2007 au 5 janvier 2008.

## Division élite

### Tour préliminaire
Les équipes finissant à la première place de leur poule sont directement qualifiées pour les demi-finales alors que les deux nations suivantes de chaque groupe jouent un tour de qualification pour ces mêmes demi-finales.
Les deux dernières équipes jouent une poule de relégation.

#### Groupe A
La patinoire de Pardubice, la ČEZ Arena a hébergé les matchs des équipes du groupe A.
Résultats
| 26 décembre 2007 | Suède | 4-3 | Slovaquie |  |

| Feuille de match | Feuille de match                                                         | Feuille de match | Feuille de match                                     | Feuille de match |
| ---------------- | ------------------------------------------------------------------------ | ---------------- | ---------------------------------------------------- | ---------------- |
|                  | R. Figren (10:20) P. Berglund (16:14) R. Figren (48:05) J. Alcen (55:03) |                  | M. Balis (2:10) I. Rohac (48:56) T. Marcinko (50:15) |                  |
|                  |                                                                          |                  |                                                      |                  |
|                  |                                                                          |                  |                                                      |                  |
|                  |                                                                          |                  |                                                      |                  |

| 26 décembre 2007 | République tchèque | 0-3 | Canada |  |

| Feuille de match | Feuille de match | Feuille de match | Feuille de match                                           | Feuille de match |
| ---------------- | ---------------- | ---------------- | ---------------------------------------------------------- | ---------------- |
|                  |                  |                  | J. Tavares (31:21) M. Halischuk (43:57) J. Tavares (51:53) |                  |
|                  |                  |                  |                                                            |                  |
|                  |                  |                  |                                                            |                  |
|                  |                  |                  |                                                            |                  |

| 27 décembre 2007 | Slovaquie | 0-2 | Canada |  |

| Feuille de match | Feuille de match | Feuille de match | Feuille de match                    | Feuille de match |
| ---------------- | ---------------- | ---------------- | ----------------------------------- | ---------------- |
|                  |                  |                  | K. Turris (20:54) K. Turris (53:20) |                  |
|                  |                  |                  |                                     |                  |
|                  |                  |                  |                                     |                  |
|                  |                  |                  |                                     |                  |

| 27 décembre 2007 | République tchèque | 5-2 | Danemark |  |

| Feuille de match | Feuille de match                                                                          | Feuille de match | Feuille de match                     | Feuille de match |
| ---------------- | ----------------------------------------------------------------------------------------- | ---------------- | ------------------------------------ | ---------------- |
|                  | M. Frolik (0:22) M. Frolik (3:26) M. Frolik (13:09) J. Sklenar (23:30) P. Strapac (51:41) |                  | K. Leder (28:00) S. Hjulmand (33:09) |                  |
|                  |                                                                                           |                  |                                      |                  |
|                  |                                                                                           |                  |                                      |                  |
|                  |                                                                                           |                  |                                      |                  |

| 28 décembre 2007 | Danemark | 1-10 | Suède |  |

| Feuille de match | Feuille de match  | Feuille de match | Feuille de match | Feuille de match |
| ---------------- | ----------------- | ---------------- | --- | ---------------- |
|                  | M. Poulsen (1:06) |                  | O. Moller (7:19) T. Forsberg (9:56) M. Backlund (26:20) T. Lagerström (30:12) M. Backlund (32:43) R. Figren (34:20) T. Lagerström (46:29) P. Berglund (51:58) M. Svensson Paajarvi (52:30) P. Lundh (54:25) |                  |
|                  |                   |                  | |                  |
|                  |                   |                  | |                  |
|                  |                   |                  | |                  |

| 29 décembre 2007 | Slovaquie | 2-5 | République tchèque |  |

| Feuille de match | Feuille de match                   | Feuille de match | Feuille de match                                                                          | Feuille de match |
| ---------------- | ---------------------------------- | ---------------- | ----------------------------------------------------------------------------------------- | ---------------- |
|                  | O. Duris (38:17) E. Čaládi (52:20) |                  | J. Sklenar (7:11) M. Frolik (19:59) D. Bartek (24:45) J. Sklenar (26:10) M. Latal (54:27) |                  |
|                  |                                    |                  |                                                                                           |                  |
|                  |                                    |                  |                                                                                           |                  |
|                  |                                    |                  |                                                                                           |                  |

| 29 décembre 2007 | Canada | 3-4 | Suède |  |

| Feuille de match | Feuille de match                                          | Feuille de match | Feuille de match                                                           | Feuille de match |
| ---------------- | --------------------------------------------------------- | ---------------- | -------------------------------------------------------------------------- | ---------------- |
|                  | B. Marchand (19:05) S. Matthias (42:17) C. Giroux (56:18) |                  | E. Moe (45:14) T. Lagerström (46:45) O. Moller (49:09) T. Forsberg (59:53) |                  |
|                  |                                                           |                  |                                                                            |                  |
|                  |                                                           |                  |                                                                            |                  |
|                  |                                                           |                  |                                                                            |                  |

| 30 décembre 2007 | Danemark | 3-4 | Slovaquie |  |

| Feuille de match | Feuille de match                                       | Feuille de match | Feuille de match                                                     | Feuille de match |
| ---------------- | ------------------------------------------------------ | ---------------- | -------------------------------------------------------------------- | ---------------- |
|                  | M. Boedker (43:36) N. Hardt (48:01) M. Poulsen (59:35) |                  | I. Rohac (8:25) M. Cesik (27:43) E. Čaládi (31:06) M. Slovak (48:24) |                  |
|                  |                                                        |                  |                                                                      |                  |
|                  |                                                        |                  |                                                                      |                  |
|                  |                                                        |                  |                                                                      |                  |

| 31 décembre 2007 | Suède | 4-2 | République tchèque |  |

| Feuille de match | Feuille de match                                                          | Feuille de match | Feuille de match                     | Feuille de match |
| ---------------- | ------------------------------------------------------------------------- | ---------------- | ------------------------------------ | ---------------- |
|                  | O. Moller (4:11) P. Berglund (23:37) T. Larsson (24:42) R. Figren (41:26) |                  | A. Boruta (40:44) J. Sklenar (50:10) |                  |
|                  |                                                                           |                  |                                      |                  |
|                  |                                                                           |                  |                                      |                  |
|                  |                                                                           |                  |                                      |                  |

| 31 décembre 2007 | Canada | 4-1 | Danemark |  |

| Feuille de match | Feuille de match                                                           | Feuille de match | Feuille de match   | Feuille de match |
| ---------------- | -------------------------------------------------------------------------- | ---------------- | ------------------ | ---------------- |
|                  | S. Matthias (12:44) J. Tavares (18:08) K. Turris (28:18) K. Turris (54:42) |                  | M. Boedker (49:36) |                  |
|                  |                                                                            |                  |                    |                  |
|                  |                                                                            |                  |                    |                  |
|                  |                                                                            |                  |                    |                  |

Classement
|   | Équipe             | PJ | V | VP | DP | P | BP | BC | Pts |
| - | ------------------ | -- | - | -- | -- | - | -- | -- | --- |
| 1 | Suède              | 4  | 4 | 0  | 0  | 0 | 22 | 9  | 12  |
| 2 | Canada             | 4  | 3 | 0  | 0  | 1 | 12 | 5  | 9   |
| 3 | République tchèque | 4  | 2 | 0  | 0  | 2 | 12 | 11 | 6   |
| 4 | Slovaquie          | 4  | 1 | 0  | 0  | 3 | 9  | 14 | 3   |
| 5 | Danemark           | 4  | 0 | 0  | 0  | 4 | 7  | 23 | 0   |

À l'issue du premier tour c'est finalement la Suède qui remporte la première place du groupe avec quatre victoires en quatre matchs, seulement inquiétée par le Canada au terme d'un match se finissant à l'issue de la prolongation.

#### Groupe B
Les matchs du groupe B se sont joués dans la patinoire Tipsport arena de Liberec.
Résultats
| 26 décembre 2007 | États-Unis | 5-1 | Kazakhstan |  |

| Feuille de match | Feuille de match                                                                                   | Feuille de match | Feuille de match   | Feuille de match |
| ---------------- | -------------------------------------------------------------------------------------------------- | ---------------- | ------------------ | ---------------- |
|                  | J. van Riemsdyk (19:57) R. Rakhshani (24:58) M. Carman (26:23) C. Wilson (44:11) K. Okposo (57:43) |                  | A. Kurshuk (14:46) |                  |
|                  | |                  |                    |                  |
|                  | |                  |                    |                  |
|                  | |                  |                    |                  |

| 26 décembre 2007 | Finlande | 4-7 | Russie |  |

| Feuille de match | Feuille de match                                                            | Feuille de match | Feuille de match | Feuille de match |
| ---------------- | --------------------------------------------------------------------------- | ---------------- | --- | ---------------- |
|                  | N. Aaltonen (7:20) J. Jalvanti (15:02) J. Puustinen (43:33) M. Warn (43:59) |                  | M. Kalimouline (11:47) I. Bodrov (26:26) V. Goloubtsov (27:32) A. Anissimov (32:34) A. Koroliov (34:32) V. Tikhonov (40:25) D. Kougrychev (56:22) |                  |
|                  |                                                                             |                  | |                  |
|                  |                                                                             |                  | |                  |
|                  |                                                                             |                  | |                  |

| 27 décembre 2007 | Kazakhstan | 4-5 | Russie |  |

| Feuille de match | Feuille de match                                                              | Feuille de match | Feuille de match                                                                                           | Feuille de match |
| ---------------- | ----------------------------------------------------------------------------- | ---------------- | --- | ---------------- |
|                  | Y. Rymarev (3:58) K. Savenkov (14:21) Y. Vorobyov (35:47) M. Kachulin (53:10) |                  | V. Tikhonov (20:25) A. Tcherepanov (21:19) I. Kourbatov (31:37) A. Gordeïev (36:27) I. Aleksandrov (53:30) |                  |
|                  |                                                                               |                  | |                  |
|                  |                                                                               |                  | |                  |
|                  |                                                                               |                  | |                  |

| 27 décembre 2007 | Finlande | 4-3 (TB) | Suisse |  |

| Feuille de match | Feuille de match                                                                | Feuille de match | Feuille de match                                       | Feuille de match |
| ---------------- | ------------------------------------------------------------------------------- | ---------------- | ------------------------------------------------------ | ---------------- |
|                  | J. Puustinen (17:36) H. Pesonen (22:45) J. Malinen (43:05) S. Salminen (t.a.b.) |                  | K. Lotscher (9:37) R. Suri (14:47) G. Sciaroni (59:14) |                  |
|                  |                                                                                 |                  |                                                        |                  |
|                  |                                                                                 |                  |                                                        |                  |
|                  |                                                                                 |                  |                                                        |                  |

| 28 décembre 2007 | Suisse | 2-4 | États-Unis |  |

| Feuille de match | Feuille de match                      | Feuille de match | Feuille de match                                                                  | Feuille de match |
| ---------------- | ------------------------------------- | ---------------- | --------------------------------------------------------------------------------- | ---------------- |
|                  | A. Bykov (24:17) A. Jacquemet (55:45) |                  | C. Wilson (5:08) B. Sanguinetti (22:57) J. van Ryemsdyk (42:27) C. Wilson (49:30) |                  |
|                  |                                       |                  |                                                                                   |                  |
|                  |                                       |                  |                                                                                   |                  |
|                  |                                       |                  |                                                                                   |                  |

| 29 décembre 2007 | Kazakhstan | 0-5 | Finlande |  |

| Feuille de match | Feuille de match | Feuille de match | Feuille de match                                                                                        | Feuille de match |
| ---------------- | ---------------- | ---------------- | --- | ---------------- |
|                  |                  |                  | N. Aaltonen (2:59) J. Kemppainen (23:37) J. Kemppainen (26:37) N. Lucenius (46:17) J. Puustinen (48:30) |                  |
|                  |                  |                  | |                  |
|                  |                  |                  | |                  |
|                  |                  |                  | |                  |

| 29 décembre 2007 | Russie | 2-3 | États-Unis |  |

| Feuille de match | Feuille de match                           | Feuille de match | Feuille de match                                                | Feuille de match |
| ---------------- | ------------------------------------------ | ---------------- | --------------------------------------------------------------- | ---------------- |
|                  | A. Tcherepanov (28:36) V. Tikhonov (54:36) |                  | T. Ruegsegger (11:31) J. van Ryemsdyk (43:01) M. Carman (47:44) |                  |
|                  |                                            |                  |                                                                 |                  |
|                  |                                            |                  |                                                                 |                  |
|                  |                                            |                  |                                                                 |                  |

| 30 décembre 2007 | Suisse | 1-3 | Kazakhstan |  |

| Feuille de match | Feuille de match | Feuille de match | Feuille de match                                          | Feuille de match |
| ---------------- | ---------------- | ---------------- | --------------------------------------------------------- | ---------------- |
|                  | Y. Weber (53:49) |                  | Y. Vorobyov (7:39) Y. Vorobyov (28:19) Y. Rymarev (59:07) |                  |
|                  |                  |                  |                                                           |                  |
|                  |                  |                  |                                                           |                  |
|                  |                  |                  |                                                           |                  |

| 31 décembre 2007 | Russie | 4-3 | Suisse |  |

| Feuille de match | Feuille de match                                                                | Feuille de match | Feuille de match                                        | Feuille de match |
| ---------------- | ------------------------------------------------------------------------------- | ---------------- | ------------------------------------------------------- | ---------------- |
|                  | A. Koroliov (1:31) D. Saïoustov (20:46) A. Gordeïev (37:49) V. Tikhonov (55:31) |                  | A. Jacquemet (9:41) D. Wieser (28:45) M. Maurer (57:40) |                  |
|                  |                                                                                 |                  |                                                         |                  |
|                  |                                                                                 |                  |                                                         |                  |
|                  |                                                                                 |                  |                                                         |                  |

| 31 décembre 2007 | États-Unis | 5-3 | Finlande |  |

| Feuille de match | Feuille de match                                                                                   | Feuille de match | Feuille de match                                         | Feuille de match |
| ---------------- | -------------------------------------------------------------------------------------------------- | ---------------- | -------------------------------------------------------- | ---------------- |
|                  | C. Wilson (9:29) C. Wilson (13:20) C. Wilson (21:43) T. Ruegsegger (24:44) J. van Ryemsdyk (29:14) |                  | N. Aaltonen (50:52) M. Kousa (55:21) N. Lucenius (59:14) |                  |
|                  | |                  |                                                          |                  |
|                  | |                  |                                                          |                  |
|                  | |                  |                                                          |                  |

Classement
|   | Équipe     | PJ | V | VP | DP | P | BP | BC | Pts |
| - | ---------- | -- | - | -- | -- | - | -- | -- | --- |
| 1 | États-Unis | 4  | 4 | 0  | 0  | 0 | 17 | 8  | 12  |
| 2 | Russie     | 4  | 3 | 0  | 0  | 1 | 18 | 14 | 9   |
| 3 | Finlande   | 4  | 1 | 1  | 0  | 2 | 16 | 15 | 5   |
| 4 | Kazakhstan | 4  | 1 | 0  | 0  | 3 | 8  | 15 | 3   |
| 5 | Suisse     | 4  | 0 | 0  | 1  | 3 | 9  | 15 | 1   |

Dans le groupe B, se sont les Américains qui réussissent le parcours sans faute remportant l'intégralité de leurs rencontres suivis par les Russes. Les Finlandais se qualifient de justesse avec une seule victoire dans le temps réglementaire et une autre en prolongation devant le Kazakhstan.

### Poule de relégation
Les résultats entre les équipes du premier tour sont conservés.
Résultats
| 2 janvier 2008 | Slovaquie | 5-2 | Suisse | Tipsport Arena, Liberec |

| Feuille de match | Feuille de match                                                                            | Feuille de match | Feuille de match                      | Feuille de match |
| ---------------- | ------------------------------------------------------------------------------------------- | ---------------- | ------------------------------------- | ---------------- |
|                  | M. Slovák (5:50) D. Jančovič (31:13) T. Marcinko (39:48) E. Čaládi (58:54) J. Mikuš (59:51) |                  | E. Froidevaux (40:40) A. Lemm (46:07) |                  |
|                  |                                                                                             |                  |                                       |                  |
|                  |                                                                                             |                  |                                       |                  |
|                  |                                                                                             |                  |                                       |                  |

| 2 janvier 2008 | Kazakhstan | 6-3 | Danemark | Tipsport Arena, Liberec |

| Feuille de match | Feuille de match                                                                                                   | Feuille de match | Feuille de match                                   | Feuille de match |
| ---------------- | --- | ---------------- | -------------------------------------------------- | ---------------- |
|                  | J. Gasnikow (8:53) J. Worobjow (33:42) J. Rymarew (38:36) J. Rymarew (52:08) J. Rymarew (59:11) J. Rymarew (59:25) |                  | L. Eller (22:38) L. Eller (38:59) N. Hardt (43:43) |                  |
|                  | |                  |                                                    |                  |
|                  | |                  |                                                    |                  |
|                  | |                  |                                                    |                  |

| 3 janvier 2008 | Suisse | 5-2 | Danemark | Tipsport Arena, Liberec |

| Feuille de match | Feuille de match                                                                         | Feuille de match | Feuille de match                  | Feuille de match |
| ---------------- | ---------------------------------------------------------------------------------------- | ---------------- | --------------------------------- | ---------------- |
|                  | Y. Weber (15:31) A. Lemm (32:36) A. Lemm (39:29) R. Suri (43:12) R. Schlagenhauf (58:37) |                  | L. Eller (4:38) P. Larsen (26:57) |                  |
|                  |                                                                                          |                  |                                   |                  |
|                  |                                                                                          |                  |                                   |                  |
|                  |                                                                                          |                  |                                   |                  |

| 3 janvier 2008 | Slovaquie | 8-0 | Kazakhstan | Tipsport Arena, Liberec |

| Feuille de match | Feuille de match | Feuille de match | Feuille de match | Feuille de match |
| ---------------- | --- | ---------------- | ---------------- | ---------------- |
|                  | O. Duris (6:40) D. Skokan (14:00) I. Rohac (15:45) D. Skokan (19:39) E. Čaládi (32:33) P. Lusnak (35:13) P. Lusnak (37:32) D. Jančovič (50:05) |                  |                  |                  |
|                  | |                  |                  |                  |
|                  | |                  |                  |                  |
|                  | |                  |                  |                  |

Classement
|    | Équipe     | PJ | V | VP | DP | P | BP | BC | Pts |
| -- | ---------- | -- | - | -- | -- | - | -- | -- | --- |
| 9  | Slovaquie  | 3  | 3 | 0  | 0  | 0 | 17 | 5  | 9   |
| 10 | Kazakhstan | 3  | 2 | 0  | 0  | 1 | 9  | 12 | 6   |
| 11 | Suisse     | 3  | 1 | 0  | 0  | 0 | 8  | 10 | 3   |
| 12 | Danemark   | 3  | 0 | 0  | 0  | 3 | 8  | 15 | 0   |

Alors que les Suisses et les Danois savent déjà qu'ils sont relégués en division I pour l'édition suivante, les Suisses vont remporter pour leur dernier match de la compétition leur première victoire. Dans le même temps, les Slovaques vont écraser le Kazakhstan  sur le score de 8 à 0 pour s'octroyer la huitième place de la compétition.

### Play-offs

#### Arbre de qualification
|  | Quarts de finale   | Quarts de finale |            |            | Demi-finales           | Demi-finales |  |  | Finale | Finale |
|  | Quarts de finale   | Quarts de finale |            |            | Demi-finales           | Demi-finales |  |  | Finale | Finale |
|  |                    |                  |            |            |                        |              |  |  |        |        |
|  |                    |                  |            |            |                        |              |  |  |        |        |
|  |                    |                  |            |            |                        |              |  |  |        |        |
|  | États-Unis         | /                |            |            |                        |              |  |  |        |        |
|  | États-Unis         | /                |            |            |                        |              |  |  |        |        |
|  | /                  | /                |            |            |                        |              |  |  |        |        |
|  | /                  | /                | États-Unis | 1          |                        |              |  |  |        |        |
|  |                    |                  | États-Unis | 1          |                        |              |  |  |        |        |
|  |                    | Canada           | 4          |            |                        |              |  |  |        |        |
|  | Canada             | Canada           | 4          | 4          |                        |              |  |  |        |        |
|  | Canada             |                  |            | 4          |                        |              |  |  |        |        |
|  | Finlande           | 2                |            |            |                        |              |  |  |        |        |
|  | Finlande           | 2                | Canada     | 3          |                        |              |  |  |        |        |
|  |                    |                  | Canada     | 3          |                        |              |  |  |        |        |
|  |                    | Suède            | 2          |            |                        |              |  |  |        |        |
|  | Suède              | Suède            | 2          | /          |                        |              |  |  |        |        |
|  | Suède              |                  |            | /          |                        |              |  |  |        |        |
|  | /                  | /                |            |            |                        |              |  |  |        |        |
|  | /                  | /                | Suède      | 2          |                        |              |  |  |        |        |
|  |                    |                  | Suède      | 2          | Match pour la 3e place |              |  |  |        |        |
|  |                    | Russie           | 1          |            |                        |              |  |  |        |        |
|  | Russie             | Russie           | 1          | 4          |                        |              |  |  |        |        |
|  | Russie             |                  |            | 4          |                        |              |  |  |        |        |
|  | République tchèque | 1                |            | États-Unis | 2                      |              |  |  |        |        |
|  | République tchèque | 1                |            | États-Unis | 2                      |              |  |  |        |        |
|  |                    |                  |            |            |                        |              |  |  | Russie | 4      |
|  |                    |                  |            |            |                        |              |  |  | Russie | 4      |

#### Détails des matchs
Quarts-de-finale
| 2 janvier 2008 | Canada | 4-2 | Finlande | ČEZ Aréna, Pardubice |

| Feuille de match | Feuille de match                                                            | Feuille de match | Feuille de match                              | Feuille de match |
| ---------------- | --------------------------------------------------------------------------- | ---------------- | --------------------------------------------- | ---------------- |
|                  | J. Tavares (27:23) S. Stamkos (42:20) B. Marchand (50:32) S. Legein (59:30) |                  | J. Puustinen (7:23) J.-M. Juutilainen (45:42) |                  |
|                  |                                                                             |                  |                                               |                  |
|                  |                                                                             |                  |                                               |                  |
|                  |                                                                             |                  |                                               |                  |

| 2 janvier 2008 | Russie | 4-1 | République tchèque | ČEZ Aréna, Pardubice |

| Feuille de match | Feuille de match                                                                | Feuille de match | Feuille de match | Feuille de match |
| ---------------- | ------------------------------------------------------------------------------- | ---------------- | ---------------- | ---------------- |
|                  | I. Selezniov (27:58) V. Tikhonov (35:04) N. Filatov (36:57) A. Koroliov (50:10) |                  | R. Meidl (37:20) |                  |
|                  |                                                                                 |                  |                  |                  |
|                  |                                                                                 |                  |                  |                  |
|                  |                                                                                 |                  |                  |                  |

Demi-finales
| 4 janvier 2008 | États-Unis | 1-4 | Canada | ČEZ Aréna, Pardubice |

| Feuille de match | Feuille de match        | Feuille de match | Feuille de match                                                             | Feuille de match |
| ---------------- | ----------------------- | ---------------- | ---------------------------------------------------------------------------- | ---------------- |
|                  | J. van Riemsdyk (53:26) |                  | S. Matthias (22:46) K. Alzner (30:00) C. Gillies (47:04) B. Marchand (47:24) |                  |
|                  |                         |                  |                                                                              |                  |
|                  |                         |                  |                                                                              |                  |
|                  |                         |                  |                                                                              |                  |

| 4 janvier 2008 | Suède | 2-1 | Russie | ČEZ Aréna, Pardubice |

| Feuille de match | Feuille de match                      | Feuille de match | Feuille de match   | Feuille de match |
| ---------------- | ------------------------------------- | ---------------- | ------------------ | ---------------- |
|                  | R. Figren (51:50) M. Backlund (66:18) |                  | N. Filatov (38:27) |                  |
|                  |                                       |                  |                    |                  |
|                  |                                       |                  |                    |                  |
|                  |                                       |                  |                    |                  |

Match pour la cinquième place
| 3 janvier 2008 | République tchèque | 5-1 | Finlande | ČEZ Aréna, Pardubice |

| Feuille de match | Feuille de match                                                                           | Feuille de match | Feuille de match  | Feuille de match |
| ---------------- | ------------------------------------------------------------------------------------------ | ---------------- | ----------------- | ---------------- |
|                  | D. Bartek (26:44) M. Frolik (27:59) T. Kundratek (39:20) Z. Hampl (47:46) M. Latal (57:07) |                  | H. Pesonen (1:59) |                  |
|                  |                                                                                            |                  |                   |                  |
|                  |                                                                                            |                  |                   |                  |
|                  |                                                                                            |                  |                   |                  |

Match pour la troisième place
| 5 janvier 2008 | Russie | 4-2 | États-Unis | ČEZ Aréna, Pardubice |

| Feuille de match | Feuille de match                                                                 | Feuille de match | Feuille de match                          | Feuille de match |
| ---------------- | -------------------------------------------------------------------------------- | ---------------- | ----------------------------------------- | ---------------- |
|                  | A. Tcherepanov (3:59) I. Kourbatov (11:04) N. Filatov (16:57) N. Filatov (21:30) |                  | R. Rakhshani (30:47) J. Schroeder (53:39) |                  |
|                  |                                                                                  |                  |                                           |                  |
|                  |                                                                                  |                  |                                           |                  |
|                  |                                                                                  |                  |                                           |                  |

Match pour la médaille d'or
| 5 janvier 2008 | Suède | 2-3 (P) | Canada | ČEZ Aréna, Pardubice |

| Feuille de match | Feuille de match                       | Feuille de match | Feuille de match                                          | Feuille de match |
| ---------------- | -------------------------------------- | ---------------- | --------------------------------------------------------- | ---------------- |
|                  | J. Carlsson (45:13) T. Larsson (59:22) |                  | B. Marchand (1:27) C. Giroux (17:01) M. Halischuk (63:36) |                  |
|                  |                                        |                  |                                                           |                  |
|                  |                                        |                  |                                                           |                  |
|                  |                                        |                  |                                                           |                  |

### Bilans

#### Classement du groupe élite
|        | Équipe             |
| ------ | ------------------ |
| Or     | Canada             |
| Argent | Suède              |
| Bronze | Russie             |
| 4      | États-Unis         |
| 5      | République tchèque |
| 6      | Finlande           |
| 7      | Slovaquie          |
| 8      | Kazakhstan         |
| 9      | Suisse             |
| 10     | Danemark           |

#### Meilleurs joueurs
À l'issue du tournoi, les traditionnels classement des meilleurs pointeurs et meilleurs gardiens sont établis. Dans le même temps, le comité d'organisation désigne les meilleurs joueurs du tournoi poste par poste tandis que l'ensemble des journalistes désigne son équipe type.
Le comité d'organisation a ainsi récompensé les Canadiens Steve Mason et Drew Doughty en tant que meilleurs gardien et défenseur du tournoi. Le Russe, Viktor Tikhonov est élu meilleur attaquant. Mason est également élu MVP du tournoi.
L'équipe type désignée par les journalistes est la suivante :
- Gardien :  Steve Mason
- Défenseurs :  Drew Doughty -  Victor Hedman
- Attaquants :  James Van Riemsdyk -  Viktor Tikhonov -  Patrik Berglund

##### Meilleurs pointeurs
Nota : PJ = parties jouées, B = buts inscrits, A = aides, Pts = points, PUN = minutes de pénalité
| Joueur             | Nation     | PJ | B | A | Pts | +/- | PUN |
| ------------------ | ---------- | -- | - | - | --- | --- | --- |
| James Van Riemsdyk | États-Unis | 6  | 5 | 6 | 11  | +4  | 2   |
| Nikita Filatov     | Russie     | 7  | 4 | 5 | 9   | +7  | 10  |
| Marek Slovák       | Slovaquie  | 6  | 2 | 7 | 9   | +2  | 12  |
| Kyle Turris        | Canada     | 7  | 4 | 4 | 8   | +3  | 2   |
| Arnaud Jacquemet   | Suisse     | 6  | 2 | 6 | 8   | +1  | 4   |
| David Skokan       | Slovaquie  | 6  | 2 | 6 | 8   | +1  | 4   |
| Jordan Schroeder   | États-Unis | 6  | 1 | 7 | 8   | +1  | 2   |
| Ievgueni Rymarev   | Kazakhstan | 6  | 6 | 1 | 7   | +2  | 0   |
| Colin Wilson       | États-Unis | 6  | 6 | 1 | 7   | +2  | 4   |
| Robin Figren       | Suède      | 6  | 5 | 2 | 7   | +4  | 2   |

##### Classement des gardiens
Nota : MIN = temps passé sur la glace, BC = buts contre, BL = blanchissage, %ARR = pourcentage d'arrêts, MOY = moyenne de buts encaissés par match
| Joueur            | Nation             | PJ | MIN    | BC | BL | %ARR   | %MOY |
| ----------------- | ------------------ | -- | ------ | -- | -- | ------ | ---- |
| Steve Mason       | Canada             | 5  | 303:36 | 6  | 1  | 95,1 % | 1,19 |
| Jhonas Enroth     | Suède              | 5  | 308:56 | 12 | 0  | 90,5 % | 2,33 |
| Jeremy Smith      | États-Unis         | 6  | 299:54 | 12 | 0  | 89,4 % | 2,40 |
| Sergueï Bobrovski | Russie             | 6  | 366:07 | 15 | 0  | 91,9 % | 2,46 |
| Michal Neuvirth   | République tchèque | 4  | 240:00 | 10 | 0  | 91,0 % | 2,50 |

## Division I
Les nations suivantes ont pris part au tournoi à la ronde de la division I, qui eut lieu tenu du 9 au 15 décembre 2007 pour le groupe A et du 12 au 18 décembre 2007 pour le groupe B.  Le Groupe A a joué ses matchs dans la ville de Bad Tölz en Allemagne. Le Groupe B a joué ses matchs dans la ville de Rīga en Lettonie.

### Groupe A-I
Résultats
| 9 décembre 2007 | Norvège | 3-0 | Ukraine | Hacker Pschorr Arena |

| Feuille de match | Feuille de match                                      | Feuille de match | Feuille de match | Feuille de match |
| ---------------- | ----------------------------------------------------- | ---------------- | ---------------- | ---------------- |
|                  | K. Olimb (3:48) P. Nilsen (23:06) M. Frøshaug (56:24) |                  |                  |                  |
|                  |                                                       |                  |                  |                  |
|                  |                                                       |                  |                  |                  |
|                  |                                                       |                  |                  |                  |

| 9 décembre 2007 | Lituanie | 1-7 | Allemagne | Hacker Pschorr Arena |

| Feuille de match | Feuille de match | Feuille de match | Feuille de match | Feuille de match |
| ---------------- | ---------------- | ---------------- | --- | ---------------- |
|                  | A. Bosas (13:03) |                  | D. Weiss (5:58) A. Kruminsch (15:28) P. Hager (19:32) M. Brandl (40:19) J. Flaake (42:15) C. Braun (43:32) F. Mauer (47:39) |                  |
|                  |                  |                  | |                  |
|                  |                  |                  | |                  |
|                  |                  |                  | |                  |

| 9 décembre 2007 | Pologne | 1-6 | Autriche | Hacker Pschorr Arena |

| Feuille de match | Feuille de match      | Feuille de match | Feuille de match | Feuille de match |
| ---------------- | --------------------- | ---------------- | --- | ---------------- |
|                  | K. Dziubinski (53:23) |                  | D. Oberkofler (7:02) K. Rheintaler (13:10) M. Raffl (32:23) R. Herburger (47:52) A. Reisinger (48:43) M. Schiechl (59:42) |                  |
|                  |                       |                  | |                  |
|                  |                       |                  | |                  |
|                  |                       |                  | |                  |

| 10 décembre 2007 | Ukraine | 3-4 (TB) | Lituanie | Hacker Pschorr Arena |

| Feuille de match | Feuille de match                                         | Feuille de match | Feuille de match                                                              | Feuille de match |
| ---------------- | -------------------------------------------------------- | ---------------- | ----------------------------------------------------------------------------- | ---------------- |
|                  | V. Aleksiuk (2:47) N. Butsenko (5:12) D. Nimenko (39:14) |                  | P. Verenis (2:26) K. Nekrasevicius (15:04) A. Bosas (25:48) A. Bosas (t.a.b.) |                  |
|                  |                                                          |                  |                                                                               |                  |
|                  |                                                          |                  |                                                                               |                  |
|                  |                                                          |                  |                                                                               |                  |

| 10 décembre 2007 | Autriche | 5-0 | Norvège | Hacker Pschorr Arena |

| Feuille de match | Feuille de match                                                                              | Feuille de match | Feuille de match | Feuille de match |
| ---------------- | --------------------------------------------------------------------------------------------- | ---------------- | ---------------- | ---------------- |
|                  | S. Ulmer (17:03) M. Raffl (28:46) K. Rheintaler (33:08) M. Raffl (34:13) R. Herburger (39:37) |                  |                  |                  |
|                  |                                                                                               |                  |                  |                  |
|                  |                                                                                               |                  |                  |                  |
|                  |                                                                                               |                  |                  |                  |

| 10 décembre 2007 | Allemagne | 11-0 | Pologne | Hacker Pschorr Arena |

| Feuille de match | Feuille de match | Feuille de match | Feuille de match | Feuille de match |
| ---------------- | --- | ---------------- | ---------------- | ---------------- |
|                  | F. Mauer (7:42) A. Kruminsch (10:55) M. Muller (12:09) A. Kruminsch (19:35) M. Endrass (19:49) P. Hager (22:01) T. Oppenheimer (23:30) A. Kruminsch (30:58) S. Daschner (41:14) P. Hager (53:10) S. Daschner (54:37) |                  |                  |                  |
|                  | |                  |                  |                  |
|                  | |                  |                  |                  |
|                  | |                  |                  |                  |

| 12 décembre 2007 | Lituanie | 1-3 | Pologne | Hacker Pschorr Arena |

| Feuille de match | Feuille de match   | Feuille de match | Feuille de match                                        | Feuille de match |
| ---------------- | ------------------ | ---------------- | ------------------------------------------------------- | ---------------- |
|                  | J. Viknius (35:36) |                  | M. Wrobel (26:11) P. Polacarz (26:49) K. Kapica (32:28) |                  |
|                  |                    |                  |                                                         |                  |
|                  |                    |                  |                                                         |                  |
|                  |                    |                  |                                                         |                  |

| 12 décembre 2007 | Autriche | 7-4 | Ukraine | Hacker Pschorr Arena |

| Feuille de match | Feuille de match | Feuille de match | Feuille de match                                                      | Feuille de match |
| ---------------- | --- | ---------------- | --------------------------------------------------------------------- | ---------------- |
|                  | D. Oberkofler (11:25) D. Oberkofler (42:47) D. Oberkofler (46:24) P. Divjak (49:55) M. Schiechl (51:13) P. Divjak (57:53) M. Fischer (59:49) |                  | D. Isaenko (5:36) G. Kicha (28:04) D. Vovk (36:07) I. Sekirko (39:51) |                  |
|                  | |                  |                                                                       |                  |
|                  | |                  |                                                                       |                  |
|                  | |                  |                                                                       |                  |

| 12 décembre 2007 | Allemagne | 7-1 | Norvège | Hacker Pschorr Arena |

| Feuille de match | Feuille de match | Feuille de match | Feuille de match | Feuille de match |
| ---------------- | --- | ---------------- | ---------------- | ---------------- |
|                  | T. Ritter (9:32) F. Mauer (24:46) E. Ostwald (27:52) C. Braun (39:22) F. Mauer (48:04) A. Kruminsch (54:40) F. Mauer (58:56) |                  | F. Rålm (46:26)  |                  |
|                  | |                  |                  |                  |
|                  | |                  |                  |                  |
|                  | |                  |                  |                  |

| 13 décembre 2007 | Autriche | 15-0 | Lituanie | Hacker Pschorr Arena |

| Feuille de match | Feuille de match | Feuille de match | Feuille de match | Feuille de match |
| ---------------- | --- | ---------------- | ---------------- | ---------------- |
|                  | M. Schiechl (2:15) S. Geier (10:16) D. Oberkofler (14:35) K. Rheintaler (22:19) M. Fischer (22:37) M. Fischer (27:46) W. Lanz (29:42) M. Raffl (35:00) S. Geier (35:48) P. Maier (36:21) R. Herburger (37:10) N. Toff (41:51) S. Geier (50:08) S. Geier (51:56) M. Ulmer (56:06) |                  |                  |                  |
|                  | |                  |                  |                  |
|                  | |                  |                  |                  |
|                  | |                  |                  |                  |

| 13 décembre 2007 | Pologne | 2-4 | Norvège | Hacker Pschorr Arena |

| Feuille de match | Feuille de match                        | Feuille de match | Feuille de match                                                                 | Feuille de match |
| ---------------- | --------------------------------------- | ---------------- | -------------------------------------------------------------------------------- | ---------------- |
|                  | M. Szewczyk (19:49) M. Szewczyk (21:20) |                  | R. Dahlstrøm (13:32) C. Waagenæs (14:39) T. Kristiansen (28:36) K. Olimb (52:02) |                  |
|                  |                                         |                  |                                                                                  |                  |
|                  |                                         |                  |                                                                                  |                  |
|                  |                                         |                  |                                                                                  |                  |

| 13 décembre 2007 | Ukraine | 1-11 | Allemagne | Hacker Pschorr Arena |

| Feuille de match | Feuille de match | Feuille de match | Feuille de match | Feuille de match |
| ---------------- | ---------------- | ---------------- | --- | ---------------- |
|                  | G. Kicha (19:47) |                  | C. Braun (25:23) P. Hager (32:04) F. Mauer (36:45) D. Weiss (41:13) T. Ankert (44:05) A. Albanese (47:40) T. Oppenheimer (48:51) K. Holzer (51:52) J. Flaake (53:03) S. Daschner (55:04) S. Daschner (57:10) |                  |
|                  |                  |                  | |                  |
|                  |                  |                  | |                  |
|                  |                  |                  | |                  |

| 15 décembre 2007 | Norvège | 11-2 | Lituanie | Hacker Pschorr Arena |

| Feuille de match | Feuille de match | Feuille de match | Feuille de match                          | Feuille de match |
| ---------------- | --- | ---------------- | ----------------------------------------- | ---------------- |
|                  | F. Jakobsen (1:36) M. Frøshaug (3:17) S. Espeland (15:06) E. Johansen (18:15) M. Ylven (36:01) M. Frøshaug (36:15) R. Dahlstrøm (39:56) P.A. Bovim (43:00) S. Espeland (43:15) M. Ylven (54:06) M. Frøshaug (58:36) |                  | P. Tamkevicius (20:43) P. Verenis (27:28) |                  |
|                  | |                  |                                           |                  |
|                  | |                  |                                           |                  |
|                  | |                  |                                           |                  |

| 15 décembre 2007 | Ukraine | 2-1 (TB) | Pologne | Hacker Pschorr Arena |

| Feuille de match | Feuille de match                        | Feuille de match | Feuille de match      | Feuille de match |
| ---------------- | --------------------------------------- | ---------------- | --------------------- | ---------------- |
|                  | N. Butsenko (9:19) N. Butsenko (t.a.b.) |                  | K. Dziubinski (26:27) |                  |
|                  |                                         |                  |                       |                  |
|                  |                                         |                  |                       |                  |
|                  |                                         |                  |                       |                  |

| 15 décembre 2007 | Allemagne | 6-3 | Autriche | Hacker Pschorr Arena |

| Feuille de match | Feuille de match                                                                                              | Feuille de match | Feuille de match                                       | Feuille de match |
| ---------------- | --- | ---------------- | ------------------------------------------------------ | ---------------- |
|                  | P. Hager (8:55) A. Albanese (9:37) F. Mauer (21:02) T. Oppenheimer (43:10) C. Braun (52:57) J. Flaake (58:08) |                  | M. Ulmer (44:55) R. Herburger (48:06) M. Raffl (55:28) |                  |
|                  | |                  |                                                        |                  |
|                  | |                  |                                                        |                  |
|                  | |                  |                                                        |                  |

Classement
Nota : PJ : parties jouées, V : victoires, D : défaites, VP : victoires après prolongation, DP : défaites après prolongation, BP : buts pour, BC : buts contre, Pts : Points
|   | Équipe    | PJ | V | D | VP | DP | BP | BC | Pts |
| - | --------- | -- | - | - | -- | -- | -- | -- | --- |
| 1 | Allemagne | 5  | 5 | 0 | 0  | 0  | 42 | 6  | 15  |
| 2 | Autriche  | 5  | 4 | 1 | 0  | 0  | 36 | 11 | 12  |
| 3 | Norvège   | 5  | 3 | 2 | 0  | 0  | 19 | 16 | 9   |
| 4 | Pologne   | 5  | 1 | 3 | 0  | 1  | 7  | 24 | 4   |
| 5 | Ukraine   | 5  | 0 | 3 | 1  | 1  | 10 | 26 | 3   |
| 6 | Lituanie  | 5  | 0 | 4 | 1  | 0  | 8  | 39 | 2   |

### Groupe B-I
Résultats
| 12 décembre 2007 | Slovénie | 4-3 (TB) | Grande-Bretagne | Riga Arena |

| Feuille de match | Feuille de match                                                        | Feuille de match | Feuille de match                                  | Feuille de match |
| ---------------- | ----------------------------------------------------------------------- | ---------------- | ------------------------------------------------- | ---------------- |
|                  | S. Rajsar (3:03) J. Urbas (39:32) B. Goličič (50:58) J. Muršak (t.a.b.) |                  | J. Lundin (23:16) R. Dowd (31:38) A. Nell (38:38) |                  |
|                  |                                                                         |                  |                                                   |                  |
|                  |                                                                         |                  |                                                   |                  |
|                  |                                                                         |                  |                                                   |                  |

| 12 décembre 2007 | Hongrie | 2-3 | Biélorussie | Riga Arena |

| Feuille de match | Feuille de match                      | Feuille de match | Feuille de match                                               | Feuille de match |
| ---------------- | ------------------------------------- | ---------------- | -------------------------------------------------------------- | ---------------- |
|                  | B. Magosi (11:58) N. Galanisz (40:43) |                  | Y. Yeliseyenka (4:55) M. Stefanovich (5:31) A. Kolosov (52:36) |                  |
|                  |                                       |                  |                                                                |                  |
|                  |                                       |                  |                                                                |                  |
|                  |                                       |                  |                                                                |                  |

| 12 décembre 2007 | France | 3-9 | Lettonie | Riga Arena |

| Feuille de match | Feuille de match                                       | Feuille de match | Feuille de match | Feuille de match |
| ---------------- | ------------------------------------------------------ | ---------------- | --- | ---------------- |
|                  | S. da Costa (11:06) G. Beron (16:47) A. Guttig (49:04) |                  | G. Gricinskis (0:55) A. Ozoliņš (20:31) R. Jekimovs (21:48) K. Daugavins (29:28) A. Dzerins (33:06) J. Ozoliņš (33:12) R. Jekimovs (41:05) A. Ozoliņš (47:57) A. Dzerins (58:54) |                  |
|                  |                                                        |                  | |                  |
|                  |                                                        |                  | |                  |
|                  |                                                        |                  | |                  |

| 13 décembre 2007 | Grande-Bretagne | 2-5 | Hongrie | Riga Arena |

| Feuille de match | Feuille de match                     | Feuille de match | Feuille de match                                                                            | Feuille de match |
| ---------------- | ------------------------------------ | ---------------- | ------------------------------------------------------------------------------------------- | ---------------- |
|                  | A. Nell (15:16) C.A. Peacock (30:24) |                  | P. Németh (25:29) I. Sofron (27:12) P. Erdélyi (29:57) P. Erdélyi (46:47) B. Magosi (59:08) |                  |
|                  |                                      |                  |                                                                                             |                  |
|                  |                                      |                  |                                                                                             |                  |
|                  |                                      |                  |                                                                                             |                  |

| 13 décembre 2007 | Biélorussie | 6-1 | France | Riga Arena |

| Feuille de match | Feuille de match                                                                                                | Feuille de match | Feuille de match    | Feuille de match |
| ---------------- | --- | ---------------- | ------------------- | ---------------- |
|                  | N. Komarov (3:53) A. Demkov (21:51) A. Demkov (24:52) I. Voroshilov (28:24) A. Demkov (50:57) A. Demkov (58:33) |                  | S. da Costa (26:07) |                  |
|                  | |                  |                     |                  |
|                  | |                  |                     |                  |
|                  | |                  |                     |                  |

| 13 décembre 2007 | Lettonie | 2-3 | Slovénie | Riga Arena |

| Feuille de match | Feuille de match                      | Feuille de match | Feuille de match                                     | Feuille de match |
| ---------------- | ------------------------------------- | ---------------- | ---------------------------------------------------- | ---------------- |
|                  | A. Ozoliņš (20:11) A. Dzerins (35:16) |                  | A. Zidan (24:55) B. Goličič (26:00) L. Tosic (53:50) |                  |
|                  |                                       |                  |                                                      |                  |
|                  |                                       |                  |                                                      |                  |
|                  |                                       |                  |                                                      |                  |

| 15 décembre 2007 | Hongrie | 7-4 | France | Riga Arena |

| Feuille de match | Feuille de match | Feuille de match | Feuille de match                                                            | Feuille de match |
| ---------------- | --- | ---------------- | --------------------------------------------------------------------------- | ---------------- |
|                  | N. Galanisz (25:57) I. Sofron (31:28) G. Nagy (42:03) I. Sofron (43:06) N. Galanisz (45:43) D. Kóger (48:33) Á. Kiss (58:53) |                  | S. da Costa (17:09) R. Rimann (46:14) S. da Costa (51:51) G. Avenel (57:05) |                  |
|                  | |                  |                                                                             |                  |
|                  | |                  |                                                                             |                  |
|                  | |                  |                                                                             |                  |

| 15 décembre 2007 | Biélorussie | 2-1 | Slovénie | Riga Arena |

| Feuille de match | Feuille de match                             | Feuille de match | Feuille de match  | Feuille de match |
| ---------------- | -------------------------------------------- | ---------------- | ----------------- | ---------------- |
|                  | I. Voroshilov (25:30) P. Razvodovski (44:26) |                  | S. Rajsar (43:05) |                  |
|                  |                                              |                  |                   |                  |
|                  |                                              |                  |                   |                  |
|                  |                                              |                  |                   |                  |

| 15 décembre 2007 | Lettonie | 6-0 | Grande-Bretagne | Riga Arena |

| Feuille de match | Feuille de match | Feuille de match | Feuille de match | Feuille de match |
| ---------------- | --- | ---------------- | ---------------- | ---------------- |
|                  | K. Grundmanis (3:10) M. Zembergs (4:41) M. Skuska (31:37) J. Ozoliņš (35:19) R. Jekimovs (37:50) M. Zembergs (49:19) |                  |                  |                  |
|                  | |                  |                  |                  |
|                  | |                  |                  |                  |
|                  | |                  |                  |                  |

| 16 décembre 2007 | France | 0-5 | Slovénie | Riga Arena |

| Feuille de match | Feuille de match | Feuille de match | Feuille de match                                                                         | Feuille de match |
| ---------------- | ---------------- | ---------------- | ---------------------------------------------------------------------------------------- | ---------------- |
|                  |                  |                  | Z. Jeglic (5:23) A. Zidan (12:15) S. Rajsar (24:36) R. Tičar (27:10) M. Potocnik (28:17) |                  |
|                  |                  |                  |                                                                                          |                  |
|                  |                  |                  |                                                                                          |                  |
|                  |                  |                  |                                                                                          |                  |

| 16 décembre 2007 | Grande-Bretagne | 1-9 | Biélorussie | Riga Arena |

| Feuille de match | Feuille de match | Feuille de match | Feuille de match | Feuille de match |
| ---------------- | ---------------- | ---------------- | --- | ---------------- |
|                  | S. Lee (51:30)   |                  | P. Dashkov (23:50) A. Demkov (28:52) M. Stefanovich (29:15) A. Pavlovich (30:06) N. Komarov (30:33) I. Voroshilov (32:10) D. Korobov (37:53) M. Stefanovich (39:24) P. Razvodovski (52:33) |                  |
|                  |                  |                  | |                  |
|                  |                  |                  | |                  |
|                  |                  |                  | |                  |

| 16 décembre 2007 | Lettonie | 8-2 | Hongrie | Riga Arena |

| Feuille de match | Feuille de match | Feuille de match | Feuille de match                     | Feuille de match |
| ---------------- | --- | ---------------- | ------------------------------------ | ---------------- |
|                  | M. Zembergs (15:19) J. Straupe (18:02) G. Gricinskis (24:44) O. Cibulskis (38:57) A. Dzerins (42:20) M. Skuska (47:05) E. Apelis (49:31) E. Ulescenko (50:57) |                  | B. Magosi (12:46) A. Strausz (58:54) |                  |
|                  | |                  |                                      |                  |
|                  | |                  |                                      |                  |
|                  | |                  |                                      |                  |

| 18 décembre 2007 | Slovénie | 4-1 | Hongrie | Riga Arena |

| Feuille de match | Feuille de match                                                      | Feuille de match | Feuille de match  | Feuille de match |
| ---------------- | --------------------------------------------------------------------- | ---------------- | ----------------- | ---------------- |
|                  | A. Zidan (25:16) J. Ankerst (32:50) Z. Oblak (38:09) Z. Oblak (53:42) |                  | I. Sofron (18:31) |                  |
|                  |                                                                       |                  |                   |                  |
|                  |                                                                       |                  |                   |                  |
|                  |                                                                       |                  |                   |                  |

| 18 décembre 2007 | Grande-Bretagne | 2-6 | France | Riga Arena |

| Feuille de match | Feuille de match                   | Feuille de match | Feuille de match                                                                                              | Feuille de match |
| ---------------- | ---------------------------------- | ---------------- | --- | ---------------- |
|                  | A. Nell (6:00) B. O'Connor (29:36) |                  | R. Rimann (2:43) R. Orset (8:56) R. Rimann (19:34) S. da Costa (33:55) L. Lamperier (41:43) J. Romand (43:16) |                  |
|                  |                                    |                  | |                  |
|                  |                                    |                  | |                  |
|                  |                                    |                  | |                  |

| 18 décembre 2007 | Biélorussie | 1-3 | Lettonie | Riga Arena |

| Feuille de match | Feuille de match       | Feuille de match | Feuille de match                                         | Feuille de match |
| ---------------- | ---------------------- | ---------------- | -------------------------------------------------------- | ---------------- |
|                  | Y. Yeliseyenka (36:00) |                  | A. Kulda (27:49) J. Straupe (55:37) K. Daugavins (59:50) |                  |
|                  |                        |                  |                                                          |                  |
|                  |                        |                  |                                                          |                  |
|                  |                        |                  |                                                          |                  |

Classement
|   | Équipe          | PJ | V | D | VP | DP | BP | BC | Pts |
| - | --------------- | -- | - | - | -- | -- | -- | -- | --- |
| 1 | Lettonie        | 5  | 4 | 1 | 0  | 0  | 28 | 9  | 12  |
| 2 | Biélorussie     | 5  | 4 | 1 | 0  | 0  | 21 | 8  | 12  |
| 3 | Slovénie        | 5  | 3 | 1 | 1  | 0  | 17 | 8  | 11  |
| 4 | Hongrie         | 5  | 2 | 3 | 0  | 0  | 17 | 21 | 6   |
| 5 | France          | 5  | 1 | 4 | 0  | 0  | 14 | 29 | 3   |
| 6 | Grande-Bretagne | 5  | 0 | 4 | 0  | 1  | 8  | 30 | 1   |

## Division II
Les nations suivantes ont pris part au tournoi à la ronde de la division I, qui eut lieu tenu du 9 au 15 décembre 2007 pour le groupe A et du 10 au 16 décembre 2007 pour le groupe B.  Le Groupe A a joué ses matchs dans la ville de Canazei en Italie. Le Groupe B a joué ses matchs dans la ville de Tallinn en Estonie.

### Groupe A-II
Résultats
| 9 décembre 2007 | Roumanie | 6-4 | Islande | Alba di Canazei |

| Feuille de match | Feuille de match                                                                                        | Feuille de match | Feuille de match                                                                                 | Feuille de match |
| ---------------- | --- | ---------------- | ------------------------------------------------------------------------------------------------ | ---------------- |
|                  | O. Bíró (22:07) N. Burdian (28:59) Z. Kopacz (34:46) T. Sára (48:18) N. Burdian (56:04) O. Bíró (59:51) |                  | Ú.J. Andrésson (18:11) A.M. Mikaelsson (37:08) E. Thormodsson (48:47) K. Sveinbjarnarson (59:06) |                  |
|                  | |                  |                                                                                                  |                  |
|                  | |                  |                                                                                                  |                  |
|                  | |                  |                                                                                                  |                  |

| 9 décembre 2007 | Belgique | 0-3 | Corée du Sud | Alba di Canazei |

| Feuille de match | Feuille de match | Feuille de match | Feuille de match                                               | Feuille de match |
| ---------------- | ---------------- | ---------------- | -------------------------------------------------------------- | ---------------- |
|                  |                  |                  | Kim Sang Wook (47:36) Kim Sang Wook (49:36) Lee Don-ku (50:12) |                  |
|                  |                  |                  |                                                                |                  |
|                  |                  |                  |                                                                |                  |
|                  |                  |                  |                                                                |                  |

| 9 décembre 2007 | Japon | 1-5 | Italie | Alba di Canazei |

| Feuille de match | Feuille de match   | Feuille de match | Feuille de match                                                                         | Feuille de match |
| ---------------- | ------------------ | ---------------- | ---------------------------------------------------------------------------------------- | ---------------- |
|                  | Y. Nagaoka (36:22) |                  | I. Demetz (7:42) T. Erlacher (15:41) I. Demetz (33:36) M. Insam (37:09) R. Hofer (43:57) |                  |
|                  |                    |                  |                                                                                          |                  |
|                  |                    |                  |                                                                                          |                  |
|                  |                    |                  |                                                                                          |                  |

| 10 décembre 2007 | Islande | 1-5 | Belgique | Alba di Canazei |

| Feuille de match | Feuille de match    | Feuille de match | Feuille de match | Feuille de match |
| ---------------- | ------------------- | ---------------- | --- | ---------------- |
|                  | S.O. Arnason (4:07) |                  | N. Bottelberghe (16:48) B. van den Bogaert (18:37) B. van den Bogaert (25:07) N. Bottelberghe (49:24) N. Bottelberghe (51:17) |                  |
|                  |                     |                  | |                  |
|                  |                     |                  | |                  |
|                  |                     |                  | |                  |

| 10 décembre 2007 | Roumanie | 0-6 | Japon | Alba di Canazei |

| Feuille de match | Feuille de match | Feuille de match | Feuille de match | Feuille de match |
| ---------------- | ---------------- | ---------------- | --- | ---------------- |
|                  |                  |                  | M. Tanaka (11:02) T. Tsuchiya (15:01) T. Tsuchiya (17:28) N. Tsuchizuka (42:50) M. Tanaka (48:26) S. Oikiri (57:01) |                  |
|                  |                  |                  | |                  |
|                  |                  |                  | |                  |
|                  |                  |                  | |                  |

| 10 décembre 2007 | Italie | 4-3 | Corée du Sud | Alba di Canazei |

| Feuille de match | Feuille de match                                                           | Feuille de match | Feuille de match                                                  | Feuille de match |
| ---------------- | -------------------------------------------------------------------------- | ---------------- | ----------------------------------------------------------------- | ---------------- |
|                  | I. Demetz (5:48) A. Bernard (27:36) A. Bernard (33:25) T. Migliore (44:56) |                  | Lee Sang Youp (29:31) Kim Sang Wook (50:06) Kim Dong Yeon (57:33) |                  |
|                  |                                                                            |                  |                                                                   |                  |
|                  |                                                                            |                  |                                                                   |                  |
|                  |                                                                            |                  |                                                                   |                  |

| 12 décembre 2007 | Roumanie | 4-5 (TB) | Belgique | Alba di Canazei |

| Feuille de match | Feuille de match                                                      | Feuille de match | Feuille de match                                                                                        | Feuille de match |
| ---------------- | --------------------------------------------------------------------- | ---------------- | --- | ---------------- |
|                  | N. Burdian (13:55) O. Bíró (22:34) N. Lusneac (23:56) T. Imre (37:58) |                  | M. Distate (9:40) N. Bottelberghe (28:45) B. Vercammen (36:58) M. Distate (37:38) B. Vercammen (t.a.b.) |                  |
|                  |                                                                       |                  | |                  |
|                  |                                                                       |                  | |                  |
|                  |                                                                       |                  | |                  |

| 12 décembre 2007 | Japon | 5-1 | Corée du Sud | Alba di Canazei |

| Feuille de match | Feuille de match                                                                             | Feuille de match | Feuille de match      | Feuille de match |
| ---------------- | -------------------------------------------------------------------------------------------- | ---------------- | --------------------- | ---------------- |
|                  | S. Oikiri (29:56) T. Furuichi (36:04) T. Tsuchiya (45:25) S. Shigeno (45:45) I. Sato (51:07) |                  | Kim Sang Wook (22:57) |                  |
|                  |                                                                                              |                  |                       |                  |
|                  |                                                                                              |                  |                       |                  |
|                  |                                                                                              |                  |                       |                  |

| 12 décembre 2007 | Italie | 11-1 | Islande | Alba di Canazei |

| Feuille de match | Feuille de match | Feuille de match | Feuille de match       | Feuille de match |
| ---------------- | --- | ---------------- | ---------------------- | ---------------- |
|                  | S. Ramoser (8:24) M. Insam (14:31) M. Insam (20:12) M. Insam (26:00) S. Ramoser (43:35) A. Bernard (44:09) A. Bernard (47:04) A. Bernard (55:00) M. Tessari (55:26) I. Demetz (56:11) S. Kostner (59:30) |                  | E. Thormodsson (52:43) |                  |
|                  | |                  |                        |                  |
|                  | |                  |                        |                  |
|                  | |                  |                        |                  |

| 13 décembre 2007 | Islande | 1-17 | Japon | Alba di Canazei |

| Feuille de match | Feuille de match       | Feuille de match | Feuille de match | Feuille de match |
| ---------------- | ---------------------- | ---------------- | --- | ---------------- |
|                  | Ú.J. Andrésson (55:24) |                  | M. Tanaka (0:57) Y. Akasaka (3:44) S. Oikiri (7:53) M. Tanaka (8:29) M. Tanaka (14:36) T. Tsuchiya (31:23) T. Furuichi (32:09) K. Sasaki (37:22) N. Tsuchizuka (40:35) T. Iwaasa (42:42) S. Oikiri (46:23) M. Tanaka (46:57) S. Abe (48:36) S. Oikiri (49:40) M. Tanaka (50:05) T. Tsuchiya (54:51) S. Shigeno (59:46) |                  |
|                  |                        |                  | |                  |
|                  |                        |                  | |                  |
|                  |                        |                  | |                  |

| 13 décembre 2007 | Corée du Sud | 3-2 | Roumanie | Alba di Canazei |

| Feuille de match | Feuille de match                                              | Feuille de match | Feuille de match                  | Feuille de match |
| ---------------- | ------------------------------------------------------------- | ---------------- | --------------------------------- | ---------------- |
|                  | Han Ho Taek (18:14) Jung Jae Hoon (29:31) Han Ho Taek (58:08) |                  | Z. Bálint (5:59) C. Virág (34:08) |                  |
|                  |                                                               |                  |                                   |                  |
|                  |                                                               |                  |                                   |                  |
|                  |                                                               |                  |                                   |                  |

| 13 décembre 2007 | Belgique | 2-5 | Italie | Alba di Canazei |

| Feuille de match | Feuille de match                                    | Feuille de match | Feuille de match                                                                              | Feuille de match |
| ---------------- | --------------------------------------------------- | ---------------- | --------------------------------------------------------------------------------------------- | ---------------- |
|                  | B. Kolodziejczyk (26:52) B. van den Bogaert (52:43) |                  | M. Insam (11:32) A. Bernard (18:35) S. Kostner (25:35) M. Tutzer (30:47) M. Mazzacane (47:25) |                  |
|                  |                                                     |                  |                                                                                               |                  |
|                  |                                                     |                  |                                                                                               |                  |
|                  |                                                     |                  |                                                                                               |                  |

| 15 décembre 2007 | Japon | 8-0 | Belgique | Alba di Canazei |

| Feuille de match | Feuille de match | Feuille de match | Feuille de match | Feuille de match |
| ---------------- | --- | ---------------- | ---------------- | ---------------- |
|                  | D. Sekido (4:39) K. Sasaki (25:46) T. Tsuchiya (27:19) K. Saito (31:00) S. Shigeno (37:23) H. Nakai (38:44) D. Sekido (50:16) S. Abe (56:09) |                  |                  |                  |
|                  | |                  |                  |                  |
|                  | |                  |                  |                  |
|                  | |                  |                  |                  |

| 15 décembre 2007 | Corée du Sud | 8-0 | Islande | Alba di Canazei |

| Feuille de match | Feuille de match | Feuille de match | Feuille de match | Feuille de match |
| ---------------- | --- | ---------------- | ---------------- | ---------------- |
|                  | Han Ho Taek (0:20) Han Ho Taek (16:07) Kim Sang Wook (19:08) Ham Jung Woo (25:20) Mun Kuk Hwan (36:16) Kim Sang Wook (46:05) Kim Sang Wook (55:15) Han Sung Geun (59:52) |                  |                  |                  |
|                  | |                  |                  |                  |
|                  | |                  |                  |                  |
|                  | |                  |                  |                  |

| 15 décembre 2007 | Italie | 12-1 | Roumanie | Alba di Canazei |

| Feuille de match | Feuille de match | Feuille de match | Feuille de match   | Feuille de match |
| ---------------- | --- | ---------------- | ------------------ | ---------------- |
|                  | A. Bernard (20:49) M. Insam (26:02) M. Insam (29:58) S. Kostner (39:30) T. Erlacher (42:46) T. Traversa (44:35) I. Demetz (49:22) A. Bernard (50:00) T. Erlacher (53:17) M. Insam (55:43) M. Gander (59:15) T. Erlacher (59:22) |                  | N. Burdian (57:02) |                  |
|                  | |                  |                    |                  |
|                  | |                  |                    |                  |
|                  | |                  |                    |                  |

Classement
|   | Équipe       | PJ | V | D | VP | DP | BP | BC | Pts |
| - | ------------ | -- | - | - | -- | -- | -- | -- | --- |
| 1 | Italie       | 5  | 5 | 0 | 0  | 0  | 37 | 8  | 15  |
| 2 | Japon        | 5  | 4 | 1 | 0  | 0  | 37 | 7  | 12  |
| 3 | Corée du Sud | 5  | 3 | 2 | 0  | 0  | 18 | 11 | 9   |
| 4 | Belgique     | 5  | 1 | 3 | 1  | 0  | 12 | 21 | 5   |
| 5 | Roumanie     | 5  | 1 | 3 | 0  | 1  | 13 | 30 | 4   |
| 6 | Islande      | 5  | 0 | 5 | 0  | 0  | 7  | 47 | 0   |

### Groupe B-II
Résultats
| 10 décembre 2007 | Chine | 3-9 | Espagne | Arena Premia |

| Feuille de match | Feuille de match                               | Feuille de match | Feuille de match | Feuille de match |
| ---------------- | ---------------------------------------------- | ---------------- | --- | ---------------- |
|                  | L. Chen (31:34) L. Han (35:08) Z. Chen (56:59) |                  | A. Betran (3:08) J. Muñoz (11:18) A. Pedraz (21:44) M.A. Garcia (26:12) O. Vazquez (29:43) M. Arnau (39:16) J. Muñoz (43:48) R. Betran (49:28) I. de Marcos (55:39) |                  |
|                  |                                                |                  | |                  |
|                  |                                                |                  | |                  |
|                  |                                                |                  | |                  |

| 10 décembre 2007 | Pays-Bas | 7-0 | Mexique | Arena Premia |

| Feuille de match | Feuille de match | Feuille de match | Feuille de match | Feuille de match |
| ---------------- | --- | ---------------- | ---------------- | ---------------- |
|                  | M. Dalhuisen (2:59) J. Balt (7:38) R. Wijnen (13:21) R. van Hulten (20:39) L. Houkes (24:12) J. van den Broek (37:01) D. van Mol (37:14) |                  |                  |                  |
|                  | |                  |                  |                  |
|                  | |                  |                  |                  |
|                  | |                  |                  |                  |

| 10 décembre 2007 | Croatie | 2-5 | Estonie | Arena Premia |

| Feuille de match | Feuille de match                       | Feuille de match | Feuille de match                                                                         | Feuille de match |
| ---------------- | -------------------------------------- | ---------------- | ---------------------------------------------------------------------------------------- | ---------------- |
|                  | M. Sertic (15:28) J. Zizanovic (22:18) |                  | A. Lukin (16:56) A. Perov (26:41) A. Abramov (39:09) D. Kalenda (44:50) A. Perov (50:31) |                  |
|                  |                                        |                  |                                                                                          |                  |
|                  |                                        |                  |                                                                                          |                  |
|                  |                                        |                  |                                                                                          |                  |

| 11 décembre 2007 | Mexique | 4-1 | Chine | Arena Premia |

| Feuille de match | Feuille de match                                                                      | Feuille de match | Feuille de match | Feuille de match |
| ---------------- | ------------------------------------------------------------------------------------- | ---------------- | ---------------- | ---------------- |
|                  | L.D. Gonzalez (28:58) L. de la Vega (36:31) A. Barberena (37:43) O. O'Farrill (42:05) |                  | L. Chen (48:40)  |                  |
|                  |                                                                                       |                  |                  |                  |
|                  |                                                                                       |                  |                  |                  |
|                  |                                                                                       |                  |                  |                  |

| 11 décembre 2007 | Pays-Bas | 8-0 | Croatie | Arena Premia |

| Feuille de match | Feuille de match | Feuille de match | Feuille de match | Feuille de match |
| ---------------- | --- | ---------------- | ---------------- | ---------------- |
|                  | R. van Hulten (10:04) D. Hagemeijer (14:03) D. Hagemeijer (15:51) I. van den Heuvel (25:14) J. Mens (28:39) J. van den Broek (31:14) D. Hagemeijer (41:11) M. Dalhuisen (45:37) |                  |                  |                  |
|                  | |                  |                  |                  |
|                  | |                  |                  |                  |
|                  | |                  |                  |                  |

| 11 décembre 2007 | Estonie | 13-2 | Espagne | Arena Premia |

| Feuille de match | Feuille de match | Feuille de match | Feuille de match                   | Feuille de match |
| ---------------- | --- | ---------------- | ---------------------------------- | ---------------- |
|                  | M. Brandis (4:16) A. Jastrebov (5:46) A. Minin (8:41) A. Lukin (10:52) A. Perov (25:59) M. Brandis (30:02) M. Brandis (30:12) A. Minin (39:14) A. Perov (39:57) A. Perov (46:21) M. Vorang (52:17) M. Brandis (58:53) M. Samorukov (59:37) |                  | X. Ortega (45:44) J. Muñoz (51:47) |                  |
|                  | |                  |                                    |                  |
|                  | |                  |                                    |                  |
|                  | |                  |                                    |                  |

| 13 décembre 2007 | Pays-Bas | 14-1 | Chine | Arena Premia |

| Feuille de match | Feuille de match | Feuille de match | Feuille de match | Feuille de match |
| ---------------- | --- | ---------------- | ---------------- | ---------------- |
|                  | J. Oosterveld (1:04) N. Nagtzaam (3:37) L. Houkes (4:18) D. Hagemeijer (7:17) N. Nagtzaam (15:21) L. Houkes (18:00) D. Hagemeijer (20:54) J. Oosterveld (22:03) D. van Mol (31:25) J. van den Broek (33:04) M. Dalhuisen (33:38) J. Turpijn (36:55) J. van den Broek (42:56) N. Nagtzaam (55:26) |                  | T. Ge (31:53)    |                  |
|                  | |                  |                  |                  |
|                  | |                  |                  |                  |
|                  | |                  |                  |                  |

| 13 décembre 2007 | Croatie | 5-2 | Espagne | Arena Premia |

| Feuille de match | Feuille de match                                                                          | Feuille de match | Feuille de match                    | Feuille de match |
| ---------------- | ----------------------------------------------------------------------------------------- | ---------------- | ----------------------------------- | ---------------- |
|                  | B. Rendulic (17:03) I. Sijan (21:44) D. Kanaet (23:10) D. Kanaet (27:22) H. Bozic (37:33) |                  | A. Pedraz (25:31) A. Pedraz (58:02) |                  |
|                  |                                                                                           |                  |                                     |                  |
|                  |                                                                                           |                  |                                     |                  |
|                  |                                                                                           |                  |                                     |                  |

| 13 décembre 2007 | Estonie | 4-1 | Mexique | Arena Premia |

| Feuille de match | Feuille de match                                                              | Feuille de match | Feuille de match      | Feuille de match |
| ---------------- | ----------------------------------------------------------------------------- | ---------------- | --------------------- | ---------------- |
|                  | J. Medjanoi (19:16) A. Ossipenkov (37:03) J. Suvaoja (38:26) A. Minin (50:39) |                  | L.D. Gonzalez (42:40) |                  |
|                  |                                                                               |                  |                       |                  |
|                  |                                                                               |                  |                       |                  |
|                  |                                                                               |                  |                       |                  |

| 14 décembre 2007 | Mexique | 2-5 | Croatie | Arena Premia |

| Feuille de match | Feuille de match                       | Feuille de match | Feuille de match                                                                              | Feuille de match |
| ---------------- | -------------------------------------- | ---------------- | --------------------------------------------------------------------------------------------- | ---------------- |
|                  | A. Valenzuela (43:49) E. Anaya (44:14) |                  | M. Buric (7:27) J. Zizanovic (34:06) H. Bozic (49:40) B. Rendulic (54:35) B. Rendulic (58:48) |                  |
|                  |                                        |                  |                                                                                               |                  |
|                  |                                        |                  |                                                                                               |                  |
|                  |                                        |                  |                                                                                               |                  |

| 14 décembre 2007 | Espagne | 1-5 | Pays-Bas | Arena Premia |

| Feuille de match | Feuille de match | Feuille de match | Feuille de match                                                                                    | Feuille de match |
| ---------------- | ---------------- | ---------------- | --------------------------------------------------------------------------------------------------- | ---------------- |
|                  | J. Muñoz (14:14) |                  | J. Balt (2:14) M. Dalhuisen (14:05) M. van Lieshout (34:07) D. Hagemeijer (48:41) R. Wijnen (49:23) |                  |
|                  |                  |                  | |                  |
|                  |                  |                  | |                  |
|                  |                  |                  | |                  |

| 14 décembre 2007 | Chine | 1-10 | Estonie | Arena Premia |

| Feuille de match | Feuille de match | Feuille de match | Feuille de match | Feuille de match |
| ---------------- | ---------------- | ---------------- | --- | ---------------- |
|                  | L. Chen (43:53)  |                  | A. Jastrebov (18:41) M. Vorang (19:38) A. Perov (27:59) A. Jastrebov (28:34) A. Ossipenkov (37:12) M. Brandis (38:16) M. Samorukov (45:51) A. Minin (49:25) A. Lukin (50:15) A. Perov (58:17) |                  |
|                  |                  |                  | |                  |
|                  |                  |                  | |                  |
|                  |                  |                  | |                  |

J. Muñoz
| 16 décembre 2007 | Espagne | 10-1 | Mexique | Arena Premia |

| Feuille de match | Feuille de match | Feuille de match | Feuille de match     | Feuille de match |
| ---------------- | --- | ---------------- | -------------------- | ---------------- |
|                  | C. Santanatalia (2:27) J. Muñoz (2:35) A. Pedraz (4:32) J. Muñoz (10:31) R. Betran (22:34) M.A. Garcia (37:12) A. Betran (39:50) J. Muñoz (46:00) A. Pedraz (55:44) X. Ortega (57:39) |                  | O. O'Farrill (28:48) |                  |
|                  | |                  |                      |                  |
|                  | |                  |                      |                  |
|                  | |                  |                      |                  |

| 16 décembre 2007 | Croatie | 12-2 | Chine | Arena Premia |

| Feuille de match | Feuille de match | Feuille de match | Feuille de match            | Feuille de match |
| ---------------- | --- | ---------------- | --------------------------- | ---------------- |
|                  | H. Bozic (0:49) B. Rendulic (20:26) N. Trstenjak (28:56) M. Sertic (36:26) B. Rendulic (38:09) B. Rendulic (45:13) B. Rendulic (47:13) D. Kanaet (47:54) L. Siseta (48:57) L. Ruzdjak (49:34) M. Cunko (55:47) P. Trstenjak (58:22) |                  | T. Ge (39:18) Z. Li (50:14) |                  |
|                  | |                  |                             |                  |
|                  | |                  |                             |                  |
|                  | |                  |                             |                  |

| 16 décembre 2007 | Estonie | 3-2 (TB) | Pays-Bas | Arena Premia |

| Feuille de match | Feuille de match                                   | Feuille de match | Feuille de match                    | Feuille de match |
| ---------------- | -------------------------------------------------- | ---------------- | ----------------------------------- | ---------------- |
|                  | A. Perov (2:36) A. Minin (33:30) A. Perov (t.a.b.) |                  | L. Houkes (22:55) L. Houkes (43:05) |                  |
|                  |                                                    |                  |                                     |                  |
|                  |                                                    |                  |                                     |                  |
|                  |                                                    |                  |                                     |                  |

Classement
|   | Équipe   | PJ | V | VP | DP | P | BP | BC | Pts |
| - | -------- | -- | - | -- | -- | - | -- | -- | --- |
| 1 | Estonie  | 5  | 4 | 0  | 1  | 0 | 35 | 8  | 14  |
| 2 | Pays-Bas | 5  | 4 | 0  | 0  | 1 | 36 | 5  | 13  |
| 3 | Croatie  | 5  | 3 | 2  | 0  | 0 | 24 | 19 | 9   |
| 4 | Espagne  | 5  | 2 | 3  | 0  | 0 | 24 | 27 | 6   |
| 5 | Mexique  | 5  | 1 | 4  | 0  | 0 | 8  | 27 | 3   |
| 6 | Chine    | 5  | 0 | 5  | 0  | 0 | 8  | 49 | 0   |